# Калдера (Павија)
Калдера је насеље у Италији у округу Павија, региону Ломбардија.
Према процени из 2011. у насељу је живело 32 становника. Насеље се налази на надморској висини од 58 м.